# Kto się boi Virginii Woolf? (film)
Kto się boi Virginii Woolf? (ang. Who’s Afraid of Virginia Woolf?) – amerykański dramat filmowy z 1966 roku w reżyserii Mike’a Nicholsa, na podstawie sztuki Edwarda Albee pod tym samym tytułem. Film nominowany w trzynastu kategoriach do Oscara, otrzymał 5 statuetek.

## Fabuła
Szanowany profesor historii, George i jego efektowna żona, Martha, zapraszają początkującego wykładowcę, Nicka wraz z małżonką, Honey, na wieczorną pogawędkę przy drinku. Gospodarze bardzo szybko wciągają młodą parę w dziwną, sadomasochistyczną grę. Podczas ich wizyty starsze małżeństwo poniża się wzajemnie, wyjawia zaskoczonym gościom swoje intymne sprawy i tajemnice oraz wytyka sobie wszystkie wady. Martha na przemian kokietuje to męża, to zakłopotanego Nicka. Zszokowani zachowaniem profesorostwa goście mimowolnie zaczynają się zastanawiać, czy ich związek też będzie tak kiedyś wyglądał.

## Obsada
| Rola | Aktor            | Dubbing           |
| --- | ---------------- | ----------------- |
| Martha | Elizabeth Taylor | Aleksandra Śląska |
| George | Richard Burton   | Mieczysław Voit   |
| Nick | George Segal     | Jan Englert       |
| Honey | Sandy Dennis     | Marta Lipińska    |
| Opracowanie wersji polskiej: Studio Opracowań Filmów w Warszawie Reżyseria: Maria Olejniczak Dialogi: Grażyna Dyksińska-Rogalska Dźwięk: Zdzisław Siwiecki Montaż: Henryka Machowska Kierownictwo produkcji: Mieczysława Kucharska |                  |                   |

## Nagrody Akademii Filmowej
| Status    | Nagroda                            | Zwycięzca/Nominowany                                 |
| --------- | ---------------------------------- | ---------------------------------------------------- |
| Wygrana   | Najlepsza aktorka                  | Elizabeth Taylor (Martha)                            |
| Wygrana   | Najlepsza aktorka drugoplanowa     | Sandy Dennis (Honey)                                 |
| Wygrana   | Najlepsze zdjęcia czarno-białe     | Haskell Wexler (Operator)                            |
| Wygrana   | Najlepsza scenografia czarno-biała | Richard Sylbert George James Hopkins (Scenografowie) |
| Wygrana   | Najlepsze kostiumy czarno-białe    | Irene Sharaff (Kostiumolog)                          |
| Nominacja | Najlepszy film                     | Ernest Lehman (Producent)                            |
| Nominacja | Najlepszy aktor                    | Richard Burton (George)                              |
| Nominacja | Najlepszy aktor drugoplanowy       | George Segal (Nick)                                  |
| Nominacja | Najlepszy reżyser                  | Mike Nichols (Reżyser)                               |
| Nominacja | Najlepszy scenariusz               | Ernest Lehman (Scenarzysta)                          |
| Nominacja | Najlepsza muzyka                   | Alex North (Kompozytor)                              |
| Nominacja | Najlepszy montaż                   | Sam O’Steen (Montażysta)                             |
| Nominacja | Najlepszy dźwięk                   | George Groves (Dźwiękowiec)                          |

## Zdjęcia
Zdjęcia do filmu realizowane były na terenie amerykańskich stanów Massachusetts i Kalifornia.